# Araphen
Koordinaten: 38° 1′ 10″ N, 23° 59′ 52,5″ O
Araphen (altgriechisch Ἀραφήν) war ein attischer Demos in der Phyle Aigeis. Er gehörte zur Küsten-Trittys der Phyle und lag nördlich von Halai Araphenides und Brauron. Man vermutet, dass der Demos an der Stelle des modernen Rafina lag. Es wurden hier jedoch bisher noch keine Inschriften aufgefunden, die dies eindeutig belegen.

## Benennung
Ailios Herodianos erwähnt in seinem Werk Der besondere Stil (Περὶ μονήρους λέξεως), dass Araphen einer der hundert Heroen war, nach denen die Phylen Attikas benannt wurden. Araphen gehörte also auch zu den ersten hundert Demen der Kleisthenischen Reformen und war nach diesem Heros benannt. Vermutlich ist der antike Name mit nur leichter Veränderung in dem Namen Rafina bis heute erhalten.